# Schoolwet van 1842 (België)
In 1842 werd in het Belgische parlement een schoolwet gestemd, waarbij iedere gemeente verplicht werd een eigen lagere school te hebben.
Geïnspireerd op de wet-Guizot in Frankrijk, wilde de regering (vooral de liberaal-vrijzinnige minister Jean-Baptiste Nothomb) met deze schoolwet kosteloos onderricht invoeren als een recht voor alle (ook arme) ouders. Daarvoor was er in België op onderwijsgebied weinig geregeld. De Belgische Grondwet voorzag immers een (totale) vrijheid van onderwijs, als reactie op de staatsinmengingen van het Nederlands bewind. Er bestonden voornamelijk scholen, gerund door katholieke kloosterorden, of verbonden aan een kapittel of parochie, naast privé-initiatieven waar de leerlingen per dag (één stuiver?) betaalden om les te mogen volgen. In vele gemeenten werden dus de bestaande onderwijs-initiatieven nu erkend als "aangenomen" gemeenteschool, zodat ze konden genieten van overheidssubsidie. In ruil werd een minimum aan kwaliteit gevraagd, zowel naar onderwijs als naar infrastructuur, en mocht men geen leerlingen weigeren.
Waar nog geen lagere school bestond, werd ze dan opgericht, zodat het aantal inplantingspunten van lagere scholen met ca 35% toenam. Aangezien er rond die tijd ook een gemeentelijke "decentralisatie" kwam (grotere gemeenten werden opgesplitst in kleinere, of dorpskernen werden een afzonderlijke gemeente) werd dit effect nog versterkt. Dikwijls waren de nieuwe schooltjes qua architectuur dan het spiegelbeeld van het nieuwe gemeentehuis. Er werden toen ook nieuwe normaalscholen opgericht om de stijgende vraag naar onderwijzers te kunnen volgen. Heel wat van die schooltjes kenden in de aanvang slechts één of twee klassen, waar meerdere leeftijden bij elkaar zaten. Het systeem van graadsklassen vindt daar zijn oorsprong. 
De ouders moesten wel zelf om gratis onderricht verzoeken. In vele gemeenten werden de ouders door aanplakbrieven verwittigd dat ze hun kinderen konden laten inschrijven om in aanmerking te komen voor het kosteloos onderwijs. Maar aangezien de meeste ouders zelf ongeletterd waren, duurde het nog vele jaren eer een veralgemeend schoolbezoek ingang vond. Bovendien was er geen leerplicht en was er te weinig controle op het absenteïsme, zodat nog een belangrijk deel van de bevolking ongeletterd bleef. 
De wet voorzag dat de Rooms-Katholieke Kerk in deze school mocht instaan voor het godsdienstonderricht en de controle daarop. Toen door een latere wet (de Wet Van Humbeeck of Ongelukswet van 1879) het godsdienstonderwijs in deze scholen geschrapt werd, ontstond een eerste schoolstrijd in België.